# Uveitis
Uveitis je upala srednje ovojnice oka uveje, koja se sastoji od dužice (lat. iris), staklastog tela (lat. corpus ciliare) i žilnice (lat. chorioidea). Uveitis je prema procjenama odgovoran za oko 10% sljepoća u SAD-u. Uveitis je ozbiljna bolest jer može ugroziti život za razliku od većine ostalih bolesti oka, jer remeti ishranu oka preko krvnih sudova uvee. Problemi povezani s uveitisom su često potcenjeni, iako je uveitis treći vodeći uzrok slepila. Zbog bliskog anatomskog smeštaja, upala zadnjeg dela zahvata i mrežnjaču (retinu) pa nastaje poseban oblik upale — horioretinitis. Uveitis se može proširiti i u unutrašnjost oka (pa nastaje endoftalmitis) ili zahvatiti celu očnu jabučicu (pa nastaje panoftalmitis). Osnovni simptomi bolesti su bol i zamagljen vid.

## Anatomija
Srednji omotač ili ovojnica oka koja izgleda kao lopta sastavljena od tri sloja: spoljašnjeg sloja sa beonjačom i rožnjačom, unutrašnjeg sloja mrežnjača, između kojih se nalazi treći sloj — uvea.
Uvea se sastoji od: dužice (obojenog dela oka), cilijarnog ili zrakastog tela (odgovornog za stvaranje očne vodice i akomodaciju oka) i horoidee (lat. chorioidea) mreže krvnih sudova koji su smešteni u retini i beonjači.

## Klasifikacija
Uveitis se prema anatomskoj lokalizaciji upale deli na prednji (lat. uveitis anterior), središnji, stražnji (lat. uveitis posterior) i panuveitis koji zahvaća sve slojeve uveje.
- Prednji uveitisi ili zapaljenje dužice i zrakastog tela — obuhvataju između dvije trećine i 90% uveitisa. Nazivaju se iritis, ako zahvaćaju dužicu ili ciklitis ako upala zahvata staklasto telo. Ipak najčešće dolazi do iridociklitisa, tj. upale oba (dužice i staklastog tela), anatomski vrlo bliska dela oka. Ovo stanje se može pojaviti kao jedna epizoda koja se odgovarajućim lečenjem povlači, no može biti i rekurirajuće ili hronične prirode. Simptomi uključuju crvenilo oka, upaljenu spojnicu, bol i slabljenje vida. Znakovi uključuju proširene cilijarne žile, prisustvo stanica i zamućenja u prednjoj sobici, te precipitate na stražnjoj površini rožnjače.
- Intermedijarni uveitis (lat. pars planitis) – odnosi se na vitritis (pojava upalnih stanica u staklastom tijelu) ili na upalu koja zahvaća cilijarni kolut (lat. pars plana).
- Stražnji uveitis je upala žilnice, ali u većini slučajeva i mrežnjače. Chorioiditis ako je samo žilnica upaljena, ili chorioretinitis ako je i mrežnjača oka zahvaćena.
- Panuveitis je upala svih delova uveje.

Uveitis prema kliničkom toku može biti akutan, subakutan ili hroničan, a prema patohistološkom nalazu negranulomatozan ili granulomatozan.

## Znakovi i simptomi
- Crvenilo oka
- Zamućenje vida
- Osjetljivost na svjetlo
- Tamne putujuće mrlje uzduž vidnog polja
- Bol

## Stanja povezana s uveitisom i uveitički sindromi
Brojna stanja mogu biti povezana s uveitisom, uključujući sistemske bolesti kao i sindrome povezane s okom. Približno pola slučajeva prednjeg uveitisa javlja se u stanjima i sindromima s kojima se ne može povezati. Međutim, uveitis je često deo sindroma povezanog s HLA-B27. Relativan rizik od razvoja ove bolesti prisustvom ovog tipa HLA alela iznosi približno 15%.

### Sistemske bolesti povezane s uveitisom
Uzrok uveitisa mogu biti mnoge sistemske bolesti kao i sindromi povezani s okom. Neki od uzroka su:
- Ankilozni spondilitis
- Behçetova bolest
- Birdshot retinokoroidopatija
- Juvenilni reumatoidni artritis
- Kavasakijeva bolest
- Multipla skleroza
- Psorijatični artritis
- Reiterov sindrom
- Sarkoidoza
- Sistemski eritemski lupus
- Upalna bolest creva
- Vipleova bolest

### Infektivni uzročnici
Uveitis može (normalno) biti imunološki odgovor na infekciju unutar oka. Kod manjeg dela pacijenata s uveitisom moguće su ove infekcije:
- Borelioza (Limeova bolest)
- Bruceloza
- Herpes simpleks
- Herpes zoster
- Leptospiroza
- Pretpostavljeni sindrom okularne histoplazmoze
- Sifilis
- Toksokarioza
- Tuberkuloza
- Toksokarioza
- Toksoplazmoza

### Uveitički sindromi
U mnogo slučajeva uveitis nije povezan sa sistemskim stanjima: upala je ograničen na oko. U nekim od ovih slučajeva prezentacija oka je karakteristična za opisane sindrome i uključuje sljedeće dijagnoze:
- Akutna stražnja multicentrična plakoid pigmentna epiteliopatija
- Birdshot retinokoroidopatija
- Fuchsov heterohromni iridociklitis
- Multicentrični koroiditis i sindrom panuveitisa
- Sindrom multiplih prolaznih bijelih tačkica
- Punktalna unutarnja koroidoptija
- Serpiginozni koroiditis

### Maskirani sindromi
Maskirani sindromi su oftalmološki poremećaji koji se klinički manifestuju, ili kao prednji ili kao stražnji uveitis, ali nisu primarno upalni. Najčešći su sljedeći:
- Prednji segment
  - Intraokularno strano tijelo
  - Juvenilni ksantogranulom
  - Leukemija
  - Maligni melanom
  - Odvajanje mrežnice
  - Retinoblastom
- Stražnji segment
  - Limfom
  - Maligni melanom
  - Multipla skleroza
  - Sarkom retikularnih stanica
  - Retinitis pigmentosa
  - Retinoblastom

## Lečenje
Prognoza je dobra kada se brzo postavi dijagnoza i započne lečenje, ali kod nelečenih može dovesti do ozbiljnih komplikacija kao što su katarakta, glaukom, edem retine ili trajni gubitak vida. Obično se leči glukokortikosteroidima u obliku kapi za oči (npr. prednizolon acetat) ili peroralno tabletama prednizolona. Pre davanja kortikosteroida potrebno je isključiti ulkus rožnice pomoću bojenja fluoresceinom. U lečenju se još koriste midrijatici atropin ili homatropin koji kod iridociklitisa smanjuju bolnost i eksudaciju iz dužice.
Antimetaboliti, kao što je metotreksat, se često koriste kod teških slučajeva uveitisa. Eksperimentalno lečenje infuzijama infliksimaba se takođe pokazalo korisnim.